# تاريخ مناقشة قانون الإجهاض
لم يعتبر الإجهاض فئة عامة من الجرائم في المصادر المكتوبة الأولى. ولكن حُرّمت أنواع معينة منه لأسباب اجتماعية وسياسية مختلفة. قد يصعب إدراك مدى نفاذ الأمر القضائي الديني كقانون مدني في النصوص الأولى. أما في النصوص اللاحقة، فيمكن البحث عن الأساس المنطقي لقوانين الإجهاض في مجموعة واسعة من المجالات، بما في ذلك الفلسفة والدين والفقه القانوني. لم تُدرج هذه الأسس المنطقية دائمًا في صياغة القوانين الفعلية.